# Kumbang (Mila)
Kumbang is een bestuurslaag in het regentschap Pidie van de provincie Atjeh, Indonesië. Kumbang telt 598 inwoners (volkstelling 2010).